# سفارة أوزبكستان في روسيا
سفارة أوزبكستان في روسيا هي أرفع تمثيل دبلوماسي لدولة أوزبكستان لدى روسيا. تقع السفارة في موسكو وهي تهدف لتعزيز المصالح الأوزبكستانية في روسيا.

## وصلات خارجية
- قائمة سفارات أوزبكستان
- قائمة السفارات في روسيا